# Caryophylliidae
Caryophylliidae är en familj av koralldjur. Caryophylliidae ingår i ordningen Scleractinia, klassen Anthozoa, fylumet nässeldjur och riket djur. Enligt Catalogue of Life omfattar familjen Caryophylliidae 295 arter. 

## Bildgalleri

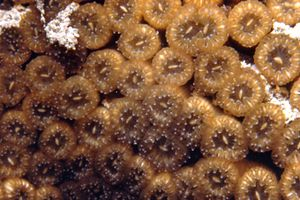

## Dottertaxa till Caryophylliidae, i alfabetisk ordning[1]
- Anomocora
- Aulocyathus
- Bathycyathus
- Bourneotrochus
- Caryophyllia
- Catalaphyllia
- Ceratotrochus
- Cladocora
- Coenocyathus
- Coenosmilia
- Colangia
- Concentrotheca
- Confluphyllia
- Conotrochus
- Crispatotrochus
- Dactylotrochus
- Dasmosmilia
- Deltocyathus
- Desmophyllum
- Ericiocyathus
- Goniocorella
- Heterocyathus
- Hoplangia
- Labyrinthocyathus
- Lochmaeotrochus
- Lophelia
- Nomlandia
- Oxysmilia
- Paraconotrochus
- Paracyathus
- Phacelocyathus
- Phyllangia
- Polycyathus
- Pourtalosmilia
- Premocyathus
- Rhizosmilia
- Solenosmilia
- Stephanocyathus
- Sympodangia
- Tethocyathus
- Thalamophyllia
- Trochocyathus
- Vaughanella